# Dorfkirche Groß Leine

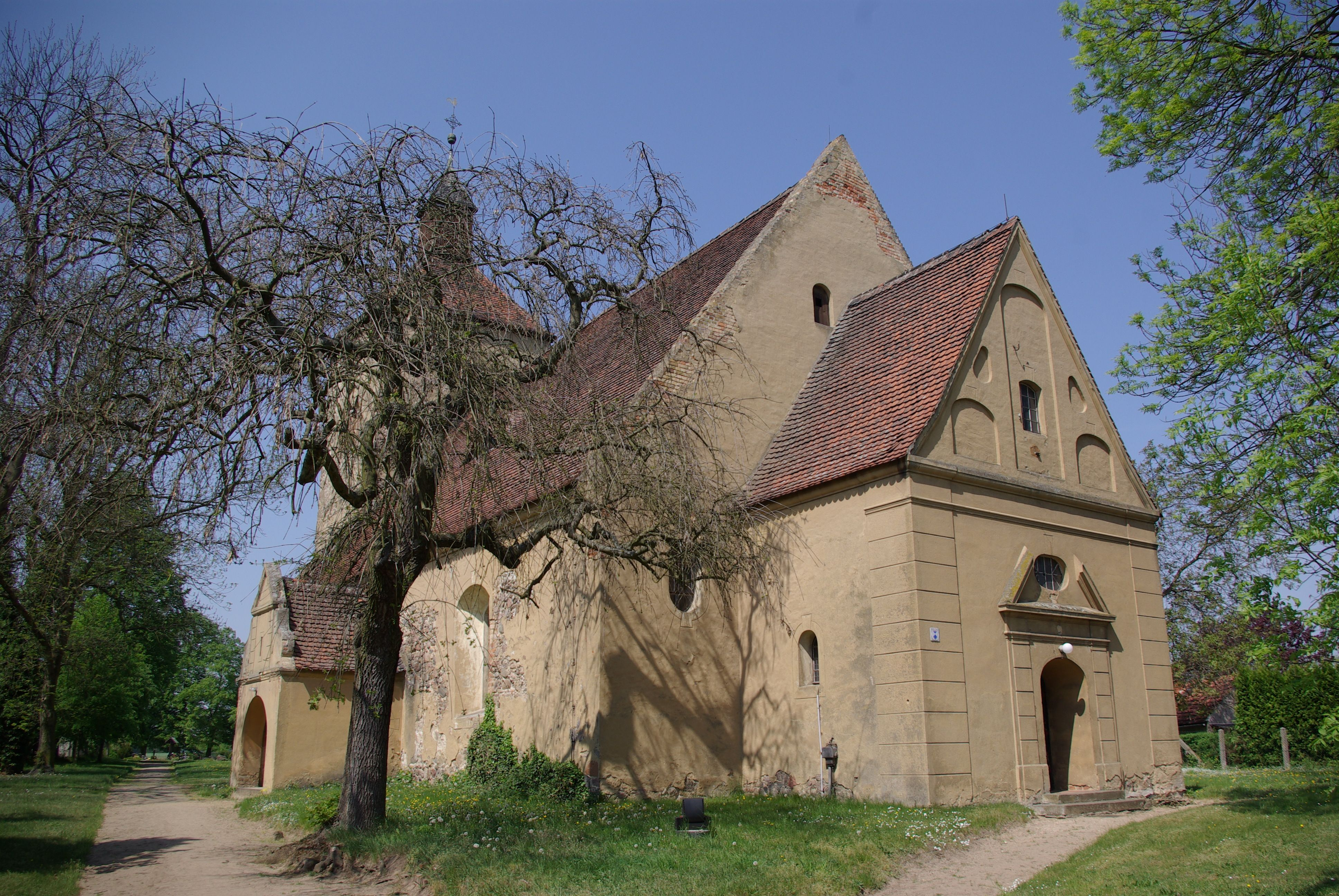
Dorfkirche Groß Leine

Die evangelische Dorfkirche Groß Leine ist eine Saalkirche aus dem 15. Jahrhundert in Groß Leine, einem Ortsteil der Gemeinde Märkische Heide im Landkreis Dahme-Spreewald im Land Brandenburg. Die Kirchengemeinde gehört zum Kirchenkreis Niederlausitz der Evangelischen Kirche Berlin-Brandenburg-schlesische Oberlausitz.

## Lage
Die Bundesstraße 320 führt von Nordwesten kommend auf den Ortskern zu. Dort zweigt die Neue Dorfstraße in südlicher Richtung ab. Das Bauwerk steht südwestlich dieser Kreuzung auf einem leicht erhöhten Grundstück, das mit einer Mauer aus rötlichen Mauersteinen eingefriedet ist.

## Geschichte
Der Sakralbau entstand im Kern einschließlich des Westturms im 15. Jahrhundert. Allerdings wurde die Kirche im Laufe der Jahrhunderte baufällig. In den Jahren 1906 bis 1910 ließ die Kirchengemeinde daher das Bauwerk unter der Leitung von Wilhelm Blaue umfangreich sanieren und umbauen. Dabei wurden die östliche Chorwand, der Orgelchor, die Decke, das Gebälk sowie das Dach erneuert. Blaue ließ im Norden, Süden und Osten je eine Vorhalle anbauen. Gleichzeitig ließ er den Altar im Westen aufstellen – aus „praktischen Gründen“ wie eine Informationstafel am Bauwerk angibt. Kirchenmaler brachten außerdem eine Ausmalung im Jugendstil an. Zum Abschluss der Arbeiten wurde eine Orgel angeschafft. Zur erneuten Kirchweihe erhielt die Kirchengemeinde eine Bibel mit eigenhändiger Unterschrift von Kaiserin Auguste Viktoria. Im Zuge einer Metallspende des deutschen Volkes mussten zwei der drei Glocken abgegeben werden. 2006 wurden im Zuge eines Projektes insgesamt 61 Grabmale auf dem Friedhof mit neuen Fundamenten versehen, gereinigt und instand gesetzt.

## Baubeschreibung

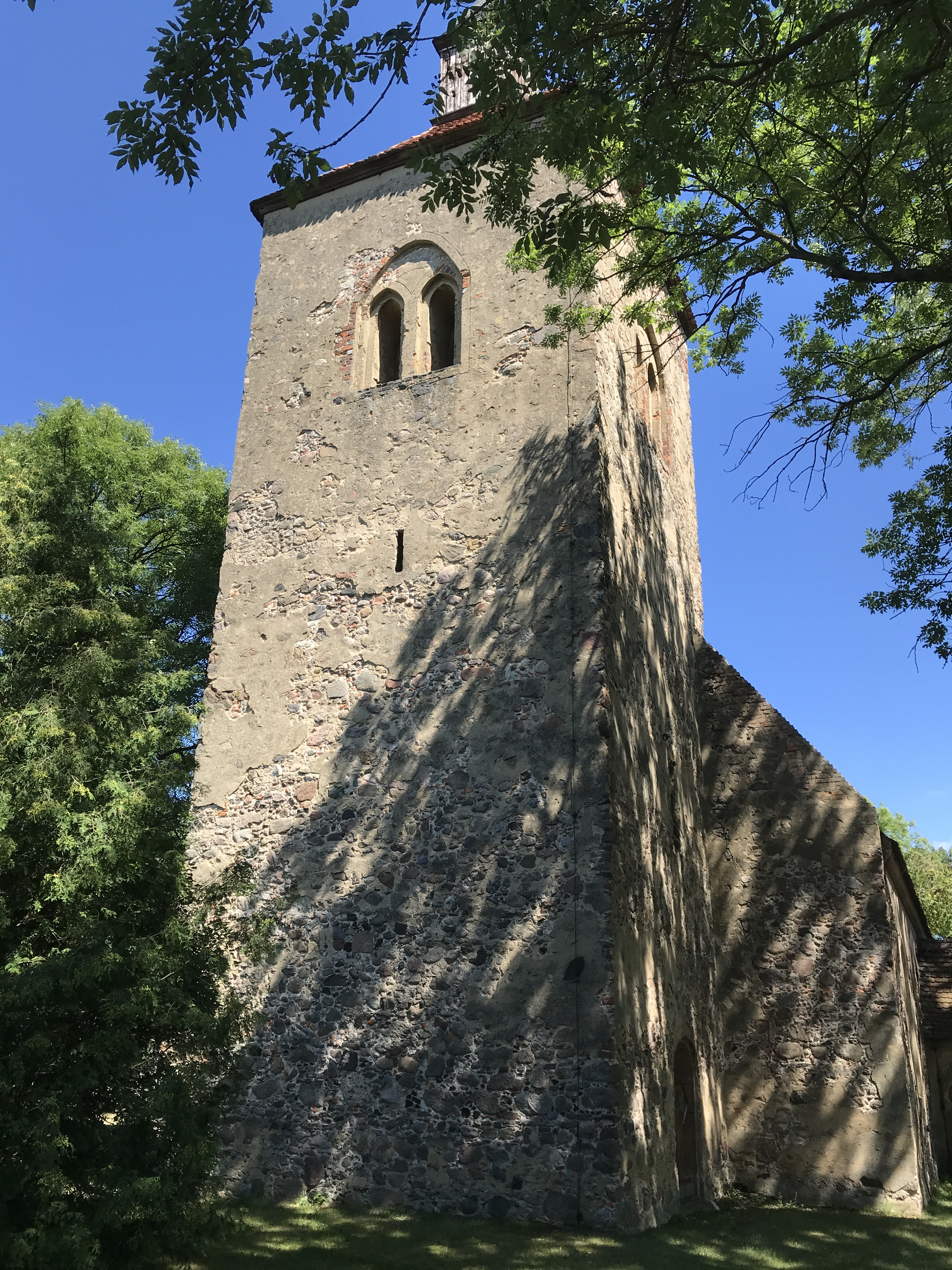
Westturm

Der Kernbau entstand im Wesentlichen aus unbehauenen Feldsteinen und Mischmauerwerk, während bei den Umbaumaßnahmen Anfang des 20. Jahrhunderts vorwiegend heller Mauerstein zum Einsatz kam. Das gesamte Gebäude wurde anschließend mit Putz versehen; dieser bröckelt im Jahr 2018 jedoch zum Teil großflächig ab. Der Chor hat einen rechteckigen Grundriss und ist stark eingezogen. Die Ecken sind mit Quaderputz hervorgehoben, ebenso das im Osten befindliche Portal. Dort sind seitlich zwei genutete Lisenen, darüber ein gesprengter Giebel mit einem mittig angebrachten Ochsenauge. Am Übergang zum Giebel ist ein doppelt profiliertes Gesims, während der Giebel durch drei Blenden gegliedert wird. In der mittleren, überhöhten Blende ist wiederum ein gedrückt-segmentbogenförmiges Fenster. Während die Ostseite somit vergleichsweise prächtig gestaltet wurde, ist an der Nord- und Südseite lediglich je ein kleines Rundbogenfenster mit einem Ritzputz und einem betonten Schlussstein.
Das Kirchenschiff hat ebenfalls einen rechteckigen Grundriss. An der Ostseite sind zwei schmale und hochgestellte Ochsenaugen. An der Nordseite sind nach den Umbaumaßnahmen drei barock vergrößerte Fenster mit Ritzputz und Gewände. Diese wurden aus rötlichem Mauerstein errichtet. Im östlichen Drittel ist eine weitere Vorhalle. Sie hat ebenfalls einen rechteckigen Grundriss und eine große, bogenförmige Öffnung zur Nordseite. Darüber ist ein geschweifter Giebel. An der West- und Ostseite ist je ein kleines Rundbogenfenster. Die Südseite ist identisch aufgebaut. Chor, Schiff und Anbauten tragen jeweils ein schlichtes Satteldach, das mit Biberschwanz gedeckt ist. Im Dach des Kirchenschiffs ist auf jeder Seite eine Fledermausgaube.
Der querrechteckige Kirchturm kann durch ein Portal von Süden her betreten werden. Weitere Öffnungen finden sich dort nicht. Dies könnte begründen, warum das Bauwerk in der Denkmalliste als Wehrkirche bezeichnet wird. Diese Interpretation dürfte durch eine schmale und hochrechteckige Öffnung an der Westseite gestützt werden. Weitere Nachweise gibt es hierzu jedoch bislang nicht. Im Glockengeschoss befindet sich an den drei zugänglichen Seiten je eine bogenförmige Blende, in die je zwei spitzbogenförmige Klangarkaden eingelassen sind. Diese dürften aus der ursprünglichen Bauzeit stammen. Oberhalb des Pyramidendachs erhebt sich eine quadratische Turmhaube, die mit Turmkugel, Kreuz und Wetterfahne abschließt.

## Ausstattung

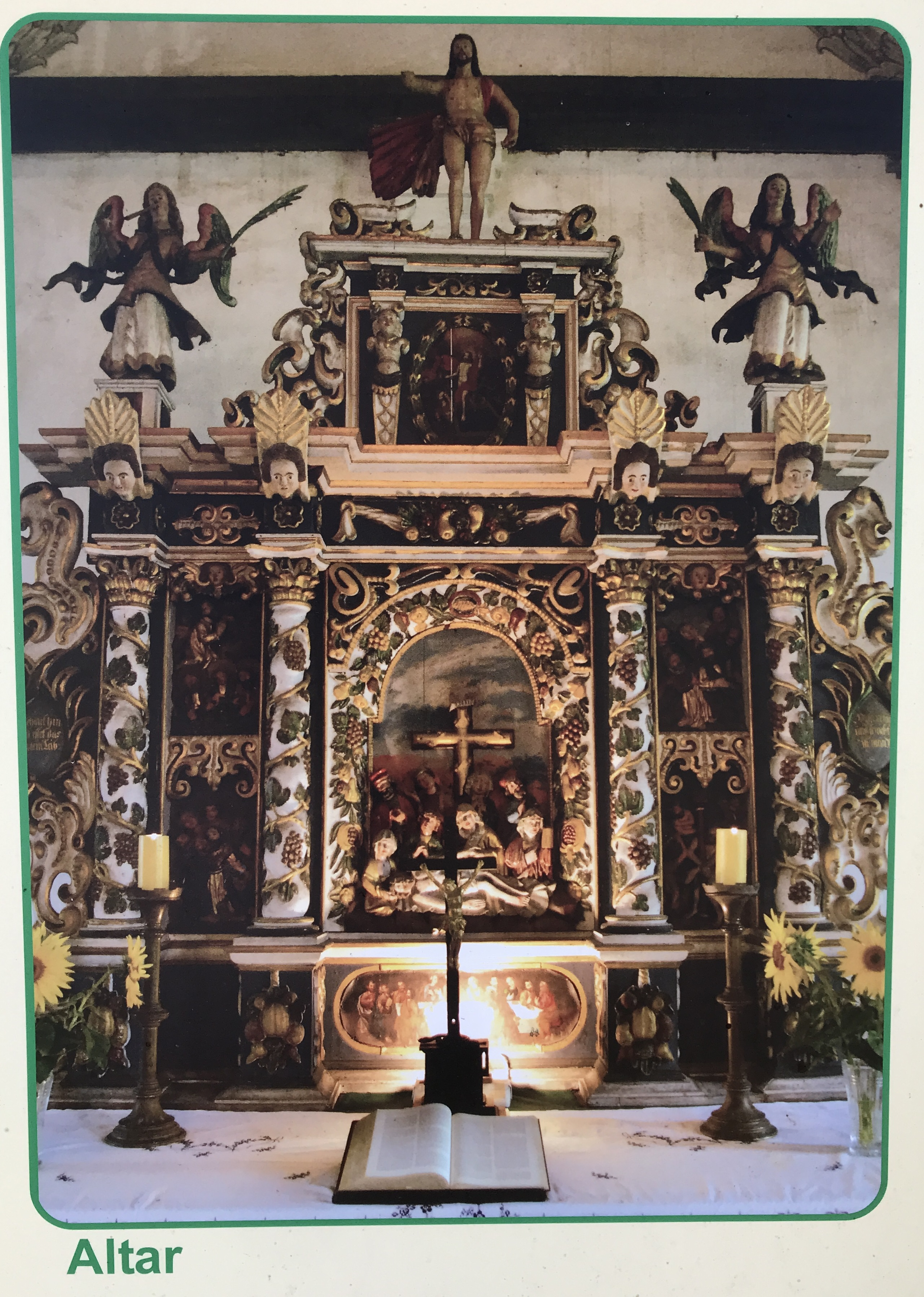
Altar

Der Innenraum wurde beim Umbau gewestet. Der reich geschmückte Altar nimmt die Form einer Ädikula auf, in die zwischen je zwei Säulen die Reliefs eines Schnitzaltars aus der ersten Hälfte des 15. Jahrhunderts eingelassen sind. Die Seiten sind mit Knorpelwerk reichhaltig verziert, dazwischen Szenen der Passion. Die Predella zeigt das Abendmahl Jesu, während im Altarblatt die Beweinung Christi dargestellt wurde. Der Altarauszug zeigt in zwei Hermenpilastern die Auferstehung Jesu, darüber eine Freifigur Jesu sowie Engel mit Palmenzweigen. Die Kanzel wurde aus Holz gearbeitet. Der polygonale Kanzelkorb steht dabei auf Brettfüßen; die Brüstungsfelder zeigen Bilder der Evangelisten. Darüber ist ein oktogonaler Schalldeckel mit Knorpelwerkkrone. Am Aufgang steht ein Pfarrstuhl, der mit Akanthus verziert ist. Zur weiteren Kirchenausstattung gehört eine Fünte aus schlesischem Marmor, die im 19. Jahrhundert entstand.
Anfang des 20. Jahrhunderts erbauten Handwerker im Süden und Westen des Innern eine Empore. Auf der Westempore erbauten 1910 die Gebrüder Dinse eine Orgel. Das hölzerne Tonnengewölbe ist mit einer Ausmalung geometrischer Elemente, Wolken und Strahlensonnen aus dem Jugendstil verziert.
In der östlichen Vorhalle erinnert ein Epitaph an die 1625 verstorbene Sara von Zitzwitz.